# 鏡村 (高知県)
鏡村（かがみむら）は、高知県土佐郡に存在した村。
2005年1月1日に土佐山村とともに高知市に編入された。現在は高知市鏡地区となっている。

## 概要
- 高知県の中央部に位置し、高知市中心部から約11㎞程の距離であり、土佐山村の次に高知県の県庁所在地から近い村である。[1]

## 地理
高知県の中部に位置した。
- 河川: 鏡川（鏡ダム）
- 山: 雪光山 (926m)

### 気候
四国山地と太平洋の間に挟まれた場所にあり、四国地方の中では特異な気候である。夏季は太平洋に近いため、高温多湿かつ台風が襲来する地域であり、冬季は乾燥し、霜が降りるが、黒潮の影響を受けており、暖かく、晴天日が続く。ただし、鏡村では気象観測が行われておらず、隣接する土佐山村で行われている。

### 隣接自治体
- 高知県
  - 高知市
  - 土佐郡土佐山村
  - 吾川郡いの町

## 沿革
- 1889年（明治22年）4月1日 - 町村制施行により、大河内村・大利村・今井村・草峰村・的淵村・白岩村・吉原村・狩山村・敷野山村・柿ノ又村・小浜村の区域をもって発足。
- 1928年（昭和3年）4月1日 - 十六村の一部（大字竹奈路・横矢・増原・去坂・梅ノ木・葛山・小山）を編入。
- 1929年（昭和4年）11月10日 - 村章を制定[3] 。
- 1971年（昭和46年）- 村木を制定[4]。
- 1971年（昭和46年）8月5日 - 現在の村役場が完成[5]。
- 1979年（昭和54年） - 村鳥を制定[4]。
- 2004年（平成16年）12月29日 - 戸籍事務を電子化。
- 2005年（平成17年）1月1日 - 高知市に編入。同日鏡村廃止。

## 行政

### 村木・村鳥
- 村木 - ウメ（1971年制定）[4]
- 村花 - ヤマブキ
- 村鳥 - ウグイス（1979年制定）[4]

### 紋章
- 古代の鏡を象ったものであり、1929年11月10日に制定された。[6][3]

## 教育

### 中学校
- 鏡村立鏡中学校

### 小学校
- 鏡村立鏡小学校

### 廃止された学校
- 鏡村立第一小学校
- 鏡村立第二小学校
- 鏡村立第三小学校
- 鏡村立第四小学校

## 交通
鏡村の交通は主に2本の主要地方道が通っているのみである。高知市中心部と鏡村役場との間は、県交北部交通の路線バスで結ばれている（1〜2時間に1本程度）。

### 道路
- 県道
  - 高知県道6号高知伊予三島線
  - 高知県道33号南国伊野線
  - 高知県道273号大河内朝倉停車場線

## 名所・旧跡
- 平家の滝
- 樽の滝
- 雪光山